# Clima della Sardegna
Il clima della Sardegna si caratterizza in gran parte dell'isola per caratteristiche riconducibili al clima mediterraneo.

## Caratteri generali e temperature
Lungo le zone costiere, dove risiede la gran parte della popolazione, grazie alla presenza del mare si hanno inverni miti con le temperature che scendono raramente sotto lo zero. Le estati sono calde e secche. Le elevate temperature estive superano normalmente i 30 °C e raggiungono anche i 50 °C. Anche nelle zone interne pianeggianti e collinari il clima è tipicamente mediterraneo, anche se a causa della maggior lontananza dal mare si registrano temperature invernali più basse ed estive più alte rispetto alle aree costiere. Il clima è nel complesso abbastanza mite, ma durante l'arco dell'anno si possono avere valori minimi invernali di alcuni gradi al di sotto dello zero e massimi estivi anche superiori ai +40 °C.
Nelle zone più interne, come gli altopiani e le vallate spesso incastonate tra i rilievi, il clima acquista caratteri continentali con forti escursioni termiche, risultando particolarmente basse le minime invernali in caso di inversione termica, con temperature che possono scendere anche al di sotto dei -10/-12 °C. Il 13 febbraio 2012 a Gavoi venne registrata una temperatura minima estrema di -17 °C.
In casi particolari, anche durante la stagione estiva, a causa delle inversioni termiche e della dispersione del calore per irraggiamento nelle notti serene che fanno seguito ad un corposo afflusso di aria fresca da nord-ovest, le temperature possono avvicinarsi o scendere leggermente al di sotto degli 0 °C. In altre località di valle o pianura interna, in estate, si possono registrare picchi di temperatura molto elevati durante il giorno, anche superiori ai +40 °C, ma con accentuate escursioni termiche tra giorno e notte.

Sui massicci montuosi nei mesi invernali nevica frequentemente e le temperature scendono sotto lo zero, mentre nella stagione estiva il clima si mantiene fresco, soprattutto durante le ore notturne, e raramente fa caldo per molti giorni consecutivi.

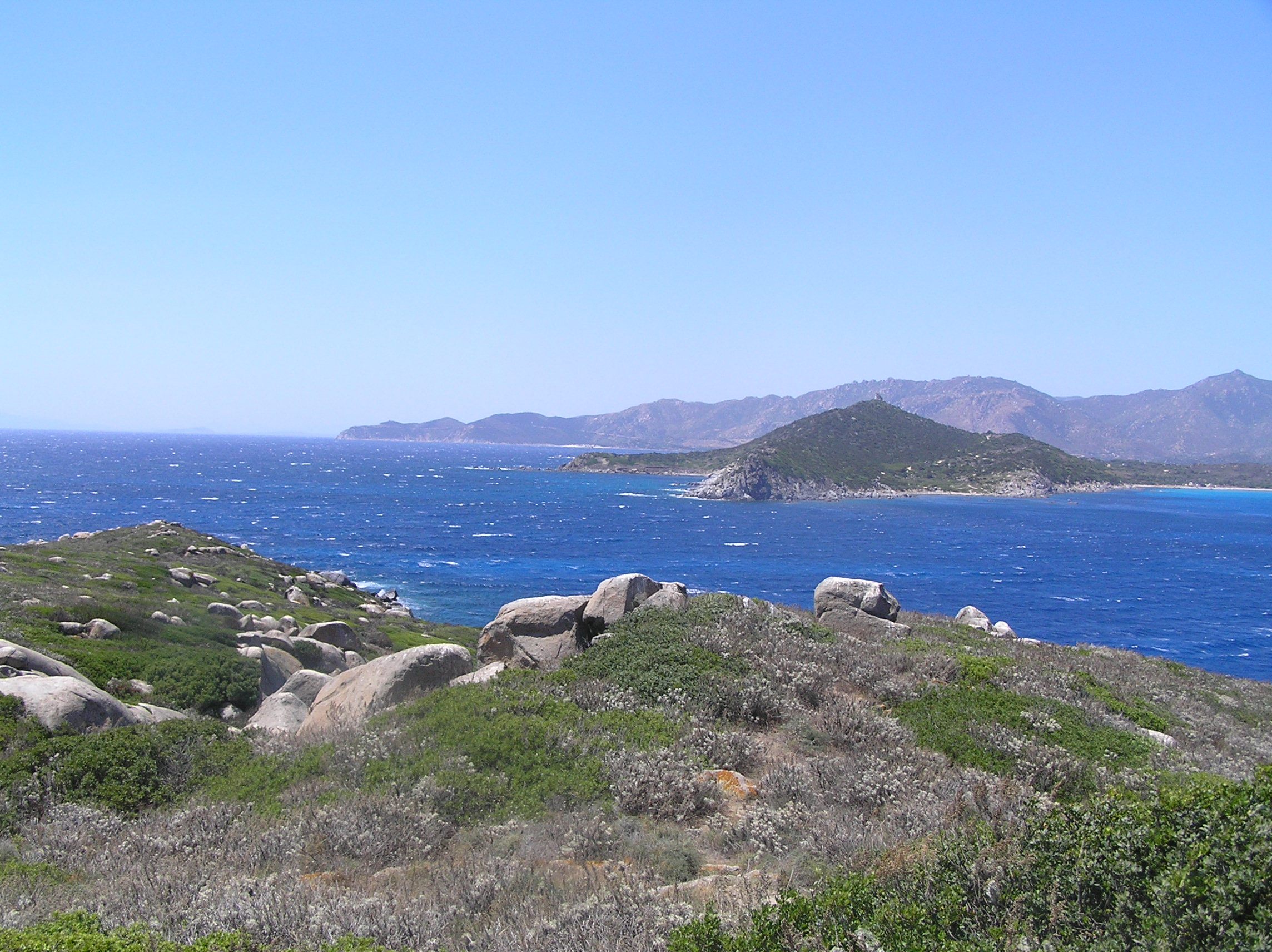
Capo Carbonara dall'isola dei Cavoli

Durante la stagione estiva le temperature più alte si raggiungono all'arrivo dell'anticiclone subtropicale africano, accompagnato dalle calde correnti del Sahara; in questo caso, nelle pianure e valli interne si raggiungono picchi termici molto elevati. In inverno, invece, le temperature più basse si registrano con l'arrivo delle correnti fredde di origine artica e russo-siberiana.

## Precipitazioni
Le precipitazioni, che sono distribuite in maniera variabile ed irregolare, risultano essere di modesta entità lungo le coste, con medie comprese tra i 400 mm (costa meridionale) e i 500–600 mm annui; in particolare, Capo Carbonara fa registrare il valore minimo assoluto in Italia, con una media di 266 mm annui. Nelle aree interne la piovosità media è di 700–800 mm. In prossimità dei rilievi montuosi si registrano i maggiori valori pluviometrici che raggiungono e superano i 1000 mm annui e con locali picchi superiori ai 1300–1400 mm in certe zone.
A causa del dominio sulla regione dei venti provenienti dai quadranti occidentali, mediamente la maggior frequenza di giorni di pioggia si riscontra nelle zone occidentali dell'isola, perché esse sono direttamente esposte alle correnti umide di origine atlantica che accompagnano le perturbazioni. Le zone orientali, invece, trovandosi sottovento a questo tipo di circolazione a causa dell'orografia, presentano una frequenza minore di giornate piovose, ma a differenza del versante opposto, in certe situazioni, sono soggette a fortissime piogge (anche con accumuli di centinaia di millimetri in 24 ore) in presenza di depressioni che convogliano sull'Isola correnti orientali, esaltate dall'effetto stau causato dalla presenza di rilievi montuosi più alti, ripidi ed estesi rispetto al versante di ponente. Nonostante queste differenze, gli accumuli medi annuali sono simili tra i due versanti.
Specialmente nel periodo autunnale, quando la Sardegna viene interessata da depressioni mediterranee rinvigorite dal calore e dall'umidità forniti dal mare ancora caldo e accompagnate da venti molto umidi e temperati meridionali come lo Scirocco, non di rado si verificano degli episodi di forte maltempo, che causano nubifragi e improvvise alluvioni. Le precipitazioni sono concentrate per lo più nel periodo compreso tra ottobre e aprile, quando la Sardegna viene interessata dal passaggio di perturbazioni, mentre tra maggio e settembre si estende la stagione secca; nei mesi estivi, in molte località, le precipitazioni sono in genere scarse o addirittura possono essere del tutto assenti, perché in questo periodo nel Mediterraneo dominano gli anticicloni; tuttavia, non mancano locali manifestazioni temporalesche che interessano prevalentemente i rilievi e le aree interne in genere, ma che in certi casi possono colpire anche le pianure e le coste, sebbene più raramente. Per sopperire al problema della siccità, dalla fine del XIX secolo ad oggi, sono stati realizzati sull'intero territorio sardo circa 50 bacini idrografici, molti dei quali dotati di centrali idroelettriche.

## Precipitazioni nevose
La neve in Sardegna è un fenomeno frequente sulle zone montuose e a quote superiori ai 1000 m le nevicate possono essere anche particolarmente abbondanti. La zona più nevosa è il massiccio del Gennargentu, dove il manto bianco può perdurare diversi mesi (in certe annate gli ultimi nevai possono durare anche fino a giugno) e raggiungere accumuli notevoli. Sui rilievi a quote comprese tra i 500 e i 1000 metri la neve fa la sua comparsa almeno una volta all'anno; man mano che si cala di quota la frequenza delle precipitazioni nevose diminuisce, fino ad arrivare alle zone pianeggianti dove le nevicate con accumulo al suolo rappresentano degli eventi rari con tempi di ritorno di diversi anni e nelle località costiere, specialmente quelle meridionali, diventano addirittura degli eventi molto rari.
Le condizioni ideali per avere nevicate con accumulo in pianura e sulle coste si hanno quando l'isola viene investita da intensi nuclei di aria gelida di origine artica sia di tipo marittimo che continentale e polare continentale, associati a vortici depressionari o comunque a perturbazioni apportatrici di precipitazioni che interessano l'isola. In genere, nella parte centro-occidentale della regione, le nevicate si verificano più di frequente durante le irruzioni di aria fredda dalla valle del Rodano accompagnate quindi dal Maestrale, mentre nella parte orientale dell'isola nevica più frequentemente con le irruzioni fredde che giungono dai quadranti nord-orientali (porta della Bora) accompagnate dai venti di Grecale.

## Venti
La Sardegna inoltre è una regione molto ventosa; i venti dominanti sono il Maestrale ed il Ponente. Il primo, durante l'inverno è freddo e spesso violento, causa mareggiate, non di rado è portatore di piogge, temporali e repentini crolli di temperatura con nevicate anche a bassa quota, mentre d'estate mitiga le temperature, specialmente sui settori centro-occidentali, provoca aumenti termici, invece, nella costa est e nel cagliaritano, ma data la sua elevata velocità (che può raggiungere e superare i 100 Km/h) può arrecare danni non indifferenti all'agricoltura, favorire la propagazione degli incendi e creare problemi alla navigazione marittima. Da segnalare anche lo Scirocco, che non di rado rende i cieli lattiginosi per effetto del pulviscolo proveniente dai deserti africani, apporta ondate di caldo, anche intense, in estate, specialmente sui versanti occidentali e settentrionali dell'Isola e piogge abbondanti e talvolta intense nelle zone esposte, specialmente nelle stagioni autunno-inverno e si rivela particolarmente dannoso in tarda primavera, quando si intensifica l'evapotraspirazione che causa stress idrici alle colture non irrigue. La costante ventilazione ha favorito l'installazione di numerosi impianti eolici sui crinali di alcuni rilievi e in certe aree industriali.